# Nectophryne afra
Espèce
Statut de conservation UICN

 LC  : Préoccupation mineure
Nectophryne afra est une espèce d'amphibiens de la famille des Bufonidae.

## Répartition
Cette espèce se rencontre
- dans le sud du Nigeria ;
- dans la moitié Sud du Cameroun ;
- dans la moitié Nord du Gabon ;
- dans le nord-est de la République démocratique du Congo ;
- en Guinée équatoriale y compris l'île de Bioko.

Sa présence est incertaine en République centrafricaine et en République du Congo.

## Publication originale
- Peters, 1875 : Über die von Herrn Professor Dr. R. Buchholz in Westafrika gesammelten Amphibien. Monatsberichte der Königlich preussischen Akademie der Wissenschaften zu Berlin, vol. 1875, p. 196-212 (texte intégral).